# Marathon van Antwerpen 2018
De marathon van Antwerpen 2018 werd gelopen op zondag 22 april 2018. Het was de 30e editie van deze marathon. 
Bij de mannen was Ezekiel Kiprop Koech het sterkst; hij passeerde de streep na 2:15.53. Bij de vrouwen ging de winst naar Ann Sofie Claeys in 2:56.06.
De marathon was een onderdeel van de Antwerp 10 Miles.

## Uitslagen

### Snelste mannen
| rang   | naam                       | land | tijd    |
| ------ | -------------------------- | ---- | ------- |
| Goud   | Ezekiel Kiprop Koech       | KEN  | 2:15.53 |
| Zilver | Patrick Kiptanui Korir     | KEN  | 2:16.58 |
| Brons  | Evans Kipngetich Tanui     | KEN  | 2:17.15 |
| 4      | Thomas De Bock             | BEL  | 2:17.57 |
| 5      | Massimiliano Andrea Milani | ITA  | 2:33.48 |
| 6      | Bjorn Voet                 | BEL  | 2:36.56 |
| 7      | Pieterjan De Bosscher      | BEL  | 2:38.57 |
| 8      | Ralph Huylebroeck          | BEL  | 2:39.24 |
| 9      | Enes Ibrahim               | BEL  | 2:41.40 |
| 10     | Bart Simoens               | BEL  | 2:42.51 |

### Snelste vrouwen
| rang   | naam             | land | tijd    |
| ------ | ---------------- | ---- | ------- |
| Goud   | Ann Sofie Claeys | BEL  | 2:56.06 |
| Zilver | Cécile Dame      | FRA  | 3:04.57 |
| Brons  | Kristel Vochten  | BEL  | 3:12.48 |
| 4      | Elina Junnila    | FIN  | 3:14.07 |
| 5      | Diana Kaljuvee   | EST  | 3:15.17 |

1980 ·
1981 ·
1982 ·
1983 ·
1984 ·
1985 ·
1986 ·
1987 ·
1988 ·
1989 ·
1990 ·
1991 ·
1992 ·
1993 ·
1994 ·
1995 ·
1996 ·
1997 ·
1998 ·
1999 ·
2000 ·
2001 ·
2002 ·
2003 ·
2004 ·
2005 ·
2006 ·
2007 ·
2008 ·
2009 ·
2010 ·
2011 · 
2012 ·
2013 ·
2014 ·
2015 ·
2016 ·
2017 ·
2018 ·
2019 ·
2020 ·
2021 ·
2022 ·
2023